# 꽃 (나무)

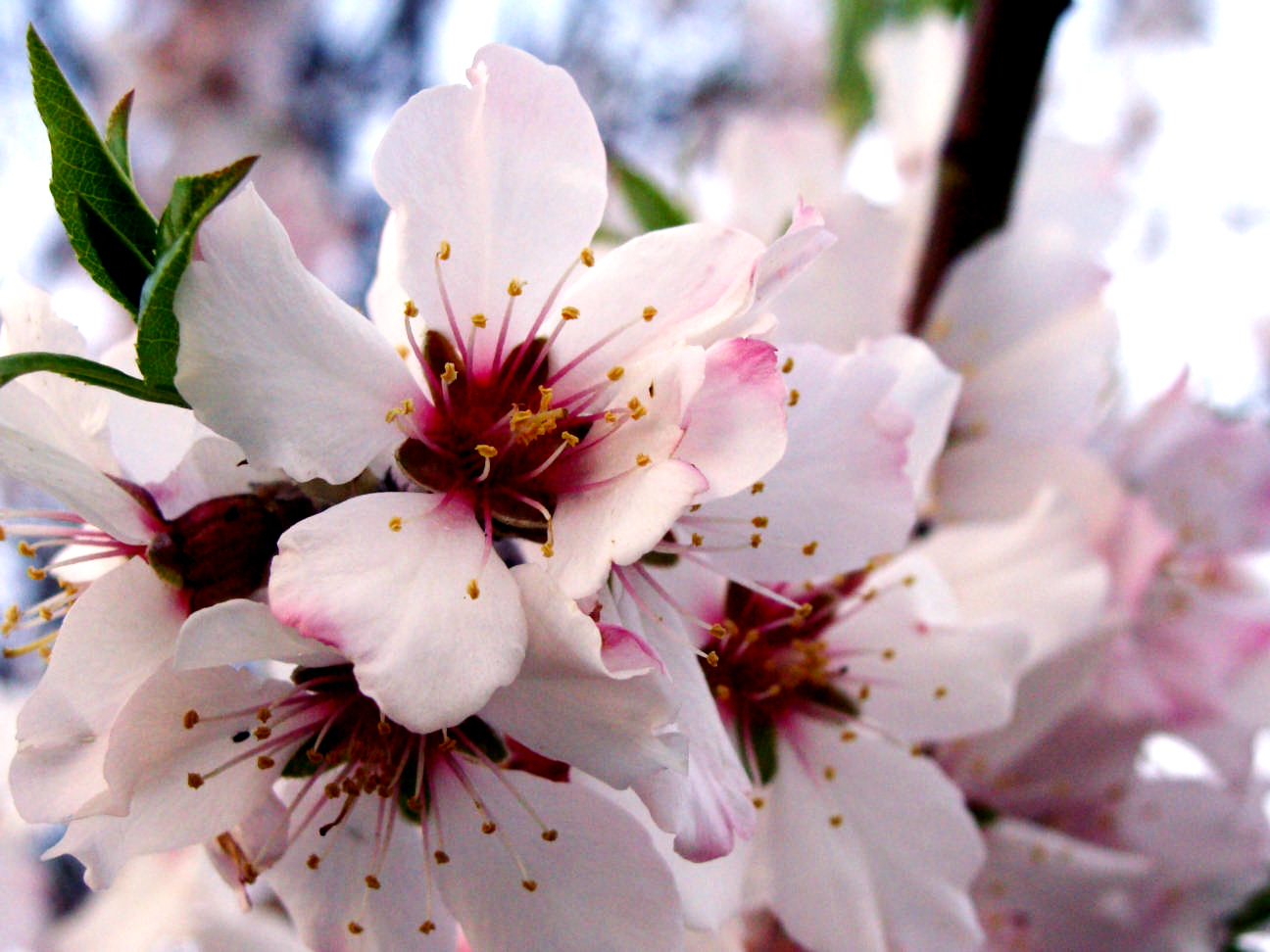
아몬드꽃

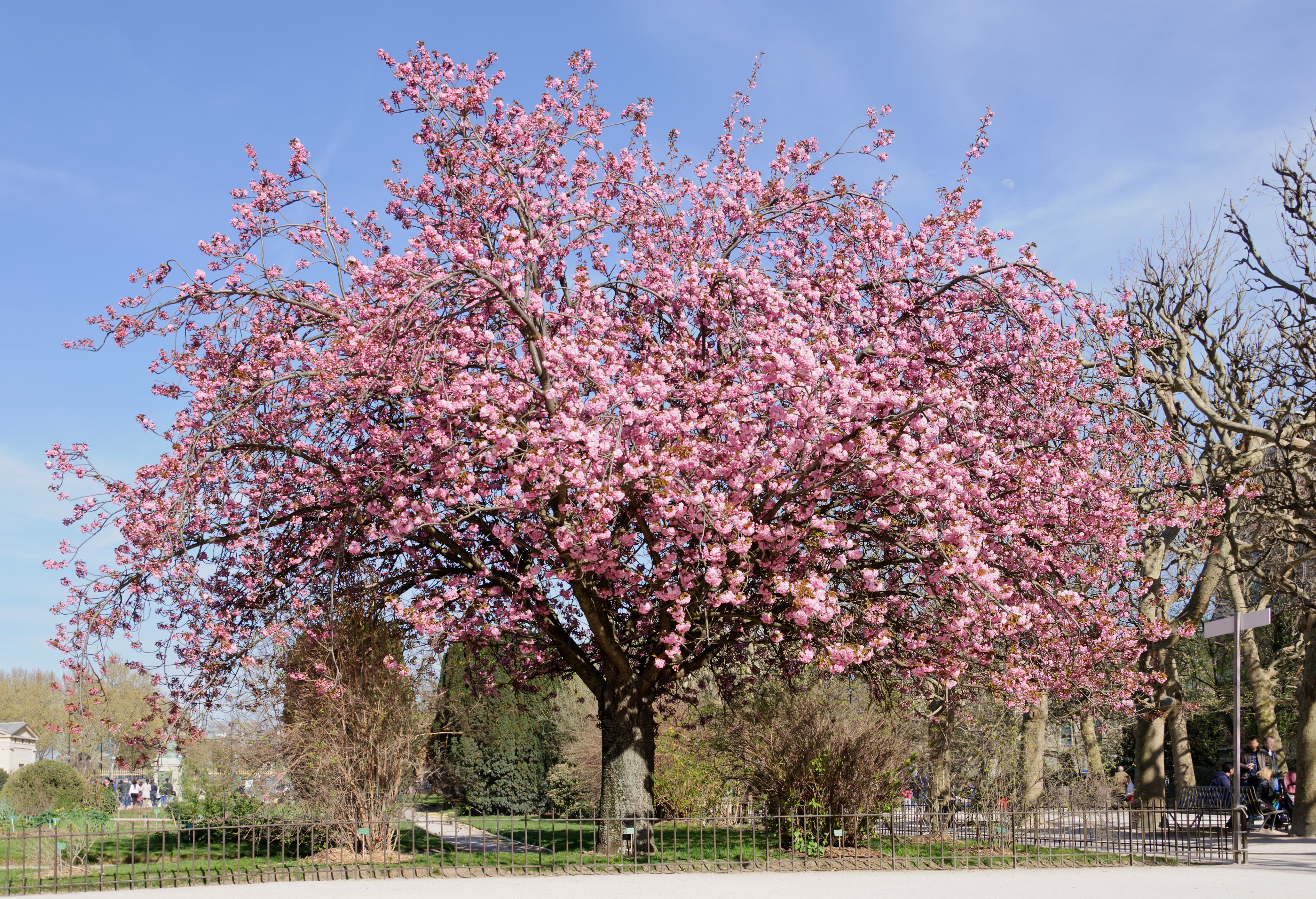
파리의 만개한 벚꽃

꽃(영어: blossom)은 식물학에서 돌과수(벚나무속)와 봄에 일정 기간 동안 꽃이 피는 비슷한 모양의 다른 식물의 꽃이다.
구어체로 오렌지꽃도 이와 같이 언급된다. 복숭아꽃(천도복숭아 포함), 대부분의 벚꽃, 일부 아몬드꽃은 일반적으로 분홍색이다. 매화, 사과꽃, 오렌지꽃, 일부 벚꽃 및 대부분의 아몬드꽃은 흰색이다. 꽃은 벌과 같은 수분 매개자에게 꽃가루를 제공하고 과일을 생산하여 나무가 번식하는 데 필요한 교차 수분을 시행한다.

## 같이 보기
- 꽃
- 벚나무속